# Lepidotrigla dieuzeidei
Lepidotrigla dieuzeidei és una espècie de peix pertanyent a la família dels tríglids.

## Descripció
- Fa 20 cm de llargària màxima (normalment, en fa 11,5).[4][5]

## Alimentació
Menja crustacis (sobretot, amfípodes).

## Depredadors
És depredat pel lluç europeu (Merluccius merluccius).

## Hàbitat
És un peix marí, demersal i de clima subtropical (35°N-21°N) que viu entre 60-596 m de fondària (normalment, entre 60 i 200).

## Distribució geogràfica
Es troba a l'Atlàntic oriental, incloent-hi la Mediterrània occidental.

## Observacions
És inofensiu per als humans.